# Brevetti Fiat
Die Brevetti Fiat war eine italienische Automobilfabrik in Turin, die am 26. April 1906 aus der 1905 gegründeten Società Officine Meccaniche e Fonderie Michele Ansaldi hervorging und später vom Fiat-Konzern übernommen wurde.

## Beschreibung
Aus den Überresten seiner Waffen- und Maschinenfabrik Società Officine Meccaniche e Fonderie Michele Ansaldi & C. wurde 1905 durch Michele Ansaldi die Micheli Ansaldi & C. in Turin gegründet. Dort fertigte er 203 Fahrzeuge vom Typ "Fiat-Ansaldi 10/12 HP", zuerst mit Ketten- und später mit Kardanantrieb. Die Motoren hatten einen Hubraum von 3.053 cm³ und 12 PS. Die Fahrzeugbezeichnung "Fiat-Ansaldi" war der Hinweis darauf, dass Fiat von Beginn an mit einem Anteil von 47 % an Ansaldis Firma beteiligt war. Bereits 1906 übernahm Fiat das Werk ganz, gab ihm den Namen Fiat Brevetti und produzierte bis 1908 noch weitere 233 Fahrzeuge des "10/12 HP", der von da an die Bezeichnung "Brevetti Fiat 10/12 HP" trug. Michele Ansaldi selbst gründete noch 1906 gemeinsam mit Matteo Ceirano eine neue Automobilfirma, die Società Ligure Piemontese Automobili.
1909 ging Brevetti Fiat ganz in Fiat auf. Der "10/12 HP" wurde zwischenzeitlich technisch weiterentwickelt und erschien 1909 bei Fiat erstmals mit einer gesteigerten Motorleistung von 22 PS als "Brevetti Fiat 15/20 HP", besser bekannt als "Brevetti Tipo 2" (deut.: Brevetti Typ 2). Der "Tipo 2" trug als erstes Fiat-Automobil das Kühleremblem mit der Abkürzung "FIAT". Schon 1910 erschien der "Tipo 2" als "Brevetti 15/25" nach weiterer Überarbeitung und einer Leistungssteigerung auf 25 PS. Insgesamt wurden bei Fiat bis 1912 684 "Tipo 2" produziert, davon allein 408 in der 22 PS-Version. Der bei Fiat ebenso bereits 1910 erschienene "15/20 HP" (Typ 52) und seine Nachfolger trugen bereits keinen "Brevetti"-Zusatz mehr im Namen, sondern erschienen als "Fiat Tipo 2" etc. Das ehemalige "Ansaldi-Werk" in der Via Cuneo ging später an Fiat Grandi-Motori.